# 調査報道
調査報道（ちょうさほうどう、英: investigative journalism）とは、報道のスタイルの1つである。あるテーマや事件に対して、取材する側が主体性と継続性を持って様々なソースから情報を積み上げていくことによって新事実を突き止めていこうとするタイプの報道である。なお、警察・検察や官庁、企業などによるリーク、広報、プレスリリースなどを中心とする報道は発表報道という。

## 概要
日本では、近代新聞の発行が始まった明治以降にこの概念が持ち込まれたが、大東亜戦争（太平洋戦争・第二次世界大戦）までは時の政府に対する調査報道は極めて難しく、財界や大物経済人のスキャンダル（不正行為・汚職）にほぼ限定されていた。これは、検閲制度により政府・与党・軍部に不利な発表は排除されていたことと、取材する側も明治憲法で天皇の神聖不可侵が定められたことにより、天皇を輔弼する内閣総理大臣や閣僚の私生活および裏事情に迫ることは任命権者たる天皇への不敬になる恐れがあるとして、憚られたことによる。
戦後（主権回復後）も官公庁などに記者クラブがあるため、大手マスコミすら発表報道偏重に陥りやすく、調査報道をしようとするフリージャーナリストが取材活動しづらいと指摘されている。
北海道新聞・高知新聞OBで東京都市大学教授の高田昌幸によれば、一介の個人にはできない、組織や権力者（警察、検察、官庁や大企業、大政治家）が絡む調査報道の目的は以下のことにあるという。
1. 取材した中身を相手側にテーブルの上に出してみせること[注釈 1]
2. 書きっ放しにせず、書かれた相手に報道内容（往々にして不祥事などデメリット）を事実だと認めさせること
3. 読者の為に書くこと

ただし、2については、書かれた相手がアウトローな組織（暴力団、右翼団体、左翼団体、カルト集団）の場合は、「自分たちにデメリットな報道内容を事実だと認めさせること」が、政府機関や一般組織や大政治家と比較して難しいことが多い。特にオウム真理教は、一連のオウム真理教事件のさなかに取材のため近づいたジャーナリストを殺害しようとした。

また、各種の報道におけるタブーの存在により、明らかになった新事実が日の目を見ない、もしくは握り潰されることもある。

ちなみに、他社がスクープしたニュースが虚偽報道でないかを確認するのも、調査報道の一種である。
調査報道は取材による手間とコストがかかる手法でもある。またそうして取材で手間とコストをかけたが取材結果が既存の公開情報と同じで新事実が出てこなかった場合、取材による手間とコストに見合うスクープという利益が得られないことになる。

## 事例

### 海外
- アイダ・ターベルによるen:The History of the Standard Oil Company
- ソンミ村虐殺事件 - フリージャーナリストシーモア・ハーシュがザ・ニューヨーカー紙に出稿。ピューリッツァー賞受賞。
- ウォーターゲート事件 - ワシントン・ポストの記者2人が調査報道を積み重ね、その結果第37代アメリカ大統領リチャード・ニクソンを辞任に追い込んだ。
- ボストン・グローブによるカトリック教会の性的虐待事件
- PRISMの存在の暴露 - 英国大手大衆紙ガーディアンとワシントン・ポスト両紙による合同取材。

### 日本
新聞社・テレビ局による調査報道は日本新聞協会賞・日本記者クラブ賞特別賞や国際ニュースではボーン・上田賞を受けることが多いためそちらも参照されたい。本項では、新聞協会賞の選考から漏れた、または選考対象にならない雑誌媒体による調査報道のうち、特に秀逸とされた案件を紹介する。
- 菅生事件 - 共同通信社・大分合同新聞社など各社の取材により公安警察の自作自演による冤罪事件であることが判明。潜入捜査を行った警察官は事件後に庇護を受けていた事も明らかになった。
- ジャニー喜多川性加害問題 - 1950年代から2010年代にかけて、ジャニーズ事務所創業者のジャニー喜多川が性加害を繰り返していた。喜多川の生前は話題になることが少なかったが、2023年にイギリス・BBCニュースが週刊文春の協力を得てドキュメンタリー番組を制作し、イギリスや日本を始めとする世界各国で放映・配信、問題として広く認識されるようになった[2]。
- 田中金脈問題 - 文藝春秋社OB立花隆が月刊『文藝春秋』に出稿。時の内閣を退陣に追い込んだ[3]。
- 生活保護問題 - 札幌テレビディレクター水島宏明が北海道札幌市白石区で起こったシングルマザー餓死事件に着目し、日テレに提案して『NNNドキュメント』で放送。生活保護制度、特に「123号通知」と「水際作戦」の存在に陽の目を当てた[4]。その後、水島は日テレに移籍して『Nドキュ』チーフディレクター、解説委員に出世した。
- リクルート事件 - 朝日新聞社横浜・川崎両支局が第一報を報道したが、新聞協会賞受賞に至らなかった。
- NHK会長島桂次の偽証問題 - 朝日新聞の第一報に東京スポーツが追随したが、新聞協会賞受賞に至らなかった。
- 山一證券の損失補填疑惑 - 東洋経済新報社『週刊東洋経済』が第一報。その後、山一證券は自主廃業した。雑誌ジャーナリズム賞受賞。
- 則定衛の女性問題 - 雑誌『噂の眞相』が第一報を報じ、朝日新聞が追随。則定は法務大臣に指揮権発動を検討される手前まで行き、辞職に追い込まれた。
- 松本サリン事件 - TBSテレビ『スペースJ』で下村健一が冤罪だといち早く指摘。テレビ信州も別ルートで調査報道を蓄積し河野義行の冤罪確定に貢献した。
- 桶川ストーカー殺人事件 - 新潮社の写真週刊誌『フォーカス』が第一報を報じ、全国朝日放送（現・テレビ朝日）が『ザ・スクープ』で追随した。
- 北海道警裏金事件 - 北海道新聞が報じ、テレ朝『ザ・スクープSPECIAL』が追随。同時期に道警を取材していた作家佐々木譲の道警シリーズを執筆する際のたたき台となる。
- 足利事件 - FOCUS廃刊後に日テレに移籍した清水潔が、『ACTION 日本を動かすプロジェクト』で冤罪だと指摘。被告人は再審の結果無罪判決を獲得した。民放連賞最優秀賞受賞。
- オリンパス事件 - ファクタ出版『月刊FACTA』が第一報を報じ、日本経済新聞が追随。
- 偽装請負問題 - 日本共産党『しんぶん赤旗』が第一報を報じ、朝日新聞が追随した。
- 精神医療を問う - 東洋経済新報社『東洋経済オンライン』で連載された[5]
- かんぽ生命保険の不正契約問題 - NHK G『クローズアップ現代+』が第一報を報じたものの、かんぽの親会社日本郵政の圧力で続編を放送出来なくなったところへ西日本新聞『あなたの特命取材班』が追随。早稲田ジャーナリズム大賞受賞[6]。
- 富山市議会政務活動費私的流用問題 - 北日本新聞が第一報を報じ、チューリップテレビ（TBS系列）が追随。定数38人のうち14人が辞職する異常事態となる。北日本新聞が新聞協会賞、チューリップテレビは菊池寛賞をそれぞれ受賞した。
- お笑い芸人による闇営業問題 - 講談社『FRIDAY』が第一報を報じ、スポーツ新聞各紙が追随。
- アサリ産地偽装問題 - CBCテレビが第一報を報じ、TBS系列のキー局TBSテレビでも『報道特集』などに引用放送[7]。その結果、熊本県が同県産のアサリ出荷を一時停止する事態となった[8]。
- 湖東記念病院事件 - 中日新聞本社特別取材班が創出版『月刊創』で連載[9][10]。司法の実態を告発した。早稲田ジャーナリズム大賞草の根民主主義部門受賞。
- キッズラインをめぐる一連の不祥事 - メディアジーン『Business Insider日本版』が第一報を報じ、複数の媒体が追随[11]。
- 東京オリンピックにおける食品ロス問題 - TBSテレビ『news23』『報道特集』が明らかにした。
- 自由民主党の政治資金パーティー収入の裏金問題 - しんぶん赤旗が第一報を報じ、その後神戸学院大学教授上脇博之による刑事告発を経て、読売新聞が追随[12][13]。自由民主党の派閥が一部を除き解散に追い込まれる事態になった[14]。しんぶん赤旗にJCJ大賞が贈られたが[15]、新聞協会賞は朝日新聞が受賞した[16]。

## インターネット上での調査報道を採用している媒体
2018年1月に西日本新聞社が開始した調査報道企画「あなたの特命取材班」の成功を機に、新聞社を中心に「あなたの特命取材班」と同種の調査報道企画を採用している報道機関が増えている。いずれの報道機関も、読者からインターネット経由で情報提供を受けて、記者が取材を行い、ニュース化しているのが特徴である。
- 2024年2月時点。

表中「JOD」は「あなたの特命取材班」と提携しているメディア（JODパートナーシップ参加媒体）。詳細は、公式サイトの《JODの理念とパートナー一覧》を参照。なお、東奥日報のように通常記事閲覧が有料のウェブサイトにおいても、当該記事は基本的に閲覧制限が設定されていない。
「NHK」は各地のNHK放送局（全ての局で調査報道を実施している訳ではない）。詳細と参加局の一覧はNHK NEWS WEB内の「声を聴かせて!あなたのお困りごとをNHKが調べます」も参照。
- 表中で「（東京新聞、NHK）」のようにカッコ書きで媒体名が記載され「連携」欄が「△」の場合、県域紙やローカル局でなく県内を頒布対象とするJOD参加のブロック紙、もしくはNHK首都圏局がカバーしていることを表す。「－」はその媒体で独自に調査報道を行っているが、JODには非参加。「採用媒体なし」で「×」の場合、県域紙やローカル局では調査報道を行っていない（全国紙のみフォロー）。
- 海外については、西日本新聞の自社支局があるアメリカ・タイ・韓国・中国において『あなたの海外特派員』というタイトルで同様の企画が行われており、その取材結果は西日本新聞のWebサイトやSNSを通じてフィードバックされる。

| 都道府県 | 新聞名・番組名・ウェブサイト名    | 発行社・制作局・運営社             | コーナー名                                     | 連携      |
| -------- | --------------------------------- | ---------------------------------- | ---------------------------------------------- | --------- |
| （全国） | 朝日新聞                          | 朝日新聞社                         | こちら調査報道班                               | －        |
| （全国） | 朝日新聞デジタル                  | 朝日新聞社                         | ＃ニュース4U                                   | －        |
| （全国） | 毎日新聞デジタル                  | 毎日新聞社                         | つながる毎日新聞                               | －        |
| （全国） | 日本農業新聞                      | 日本農業新聞社                     | 農家の特報班                                   | JOD       |
| 北海道   | 北海道新聞                        | 北海道新聞社                       | みんなで探るぶんぶん特報班                     | JOD       |
| 北海道   | ほっとニュース北海道他            | NHK札幌放送局                      | シラベルカ                                     | NHK       |
| 北海道   | ほっとニュースぐるっと函館        | NHK函館放送局                      | 道南の声、受信中！                             | NHK       |
| 北海道   | ほっとニュースとかち              | NHK帯広放送局                      | ナットク！ とかちcH                            | NHK       |
| 青森県   | 東奥日報                          | 東奥日報社                         | あなたの声から「フカボリ」取材班               | JOD       |
| 青森県   | あっぷるワイド他                  | NHK青森放送局                      | 「ナノコエ」あなたの小さな疑問に答えます       | NHK       |
| 岩手県   | 岩手日報                          | 岩手日報社                         | 特命記者 - あなたの疑問、徹底解明!             | JOD       |
| 岩手県   | おばんですいわて他                | NHK盛岡放送局                      | 今週のキニナル                                 | NHK       |
| 宮城県   | 河北新報                          | 河北新報社                         | 読者とともに特別報道室                         | JOD       |
| 宮城県   | てれまさむね他                    | NHK仙台放送局                      | みやぎ UP-DATE                                 | NHK       |
| 秋田県   | 秋田魁新報                        | 秋田魁新報社                       | こちらさきがけ特報班                           | JOD       |
| 秋田県   | ニュースこまち他                  | NHK秋田放送局                      | あなたの知りたい！ こまち調査隊                | NHK       |
| 山形県   | 山形新聞                          | 山形新聞社                         | 寄り添う「ぶんちゃん」取材班                   | JOD       |
| 山形県   | やままる他                        | NHK山形放送局                      | Yamaga-TanQ 山形探Q                            | NHK       |
| 福島県   | 福島民報                          | 福島民報社                         | あなたとともに 福島特命取材班                  | JOD       |
| 福島県   | 福島民友                          | 福島民友新聞社                     | それ、調べますみんゆう特命係                   | JOD       |
| 福島県   | はまなかあいづTODAY               | NHK福島放送局                      | はまなかあいづ特報部                           | NHK       |
| 茨城県   | （東京新聞）                      | （東京新聞）                       | （東京新聞）                                   | △         |
| 栃木県   | 下野新聞                          | 下野新聞社                         | あなた発 とちぎ特命取材班                      | JOD       |
| 栃木県   | とちぎ630他                       | NHK宇都宮放送局                    | 全力取材！ シラベンジャー あなたの疑問調べます | NHK       |
| 群馬県   | 上毛新聞                          | 上毛新聞社                         | みんなの疑問 特別取材班                        | JOD       |
| 埼玉県   | （東京新聞、NHK）                 | （東京新聞、NHK）                  | （東京新聞、NHK）                              | △         |
| 千葉県   | 千葉日報                          | 千葉日報社                         | ちば特（千葉日報特報部）                       | －        |
| 東京都   | 東京新聞                          | 中日新聞東京本社                   | こちら特報部                                   | －        |
| 東京都   | 東京新聞                          | 中日新聞東京本社                   | ニュース あなた発                              | JOD       |
| 東京都   | 首都圏ナビ                        | NHK首都圏局                        | NHK首都圏ナビ                                  | NHK(幹事) |
| 東京都   | 日本テレビ （news every.）        | 日本テレビ放送網                   | #みんなのギモン                                | －        |
| 東京都   | TBS NEWS DIG （news23、報道特集） | TBSテレビ                          | 調査報道23時                                   | －        |
| 神奈川県 | 神奈川新聞                        | 神奈川新聞社                       | 追う！ マイ・カナガワ                          | JOD       |
| 新潟県   | 新潟日報                          | 新潟日報社                         | もっとあなたに 特別報道班                      | JOD       |
| 富山県   | 北日本新聞                        | 北日本新聞社                       | あなたの知りたい!特報班                        | JOD       |
| 富山県   | ニュース富山人                    | NHK富山放送局                      | それ調べます                                   | NHK       |
| 石川県   | 北陸中日新聞                      | 中日新聞北陸本社                   | Your Scoop〜みんなの取材班（ユースク北陸）     | JOD       |
| 福井県   | 福井新聞                          | 福井新聞社                         | みんなで発掘 ふくい特報班                      | JOD       |
| 山梨県   | 山梨日日新聞                      | 山梨日日新聞社                     | サンニチ調査班                                 | －        |
| 山梨県   | Newsかいドキ                      | NHK甲府放送局                      | ここがキニナル                                 | NHK       |
| 長野県   | 信濃毎日新聞                      | 信濃毎日新聞社                     | 声のチカラ                                     | JOD       |
| 長野県   | 中日新聞（長野県版）              | 中日新聞社（長野・松本・飯田支局） | ユースク信州                                   | JOD       |
| 長野県   | イブニング信州他                  | NHK長野放送局                      | 信州アッパーズ                                 | NHK       |
| 岐阜県   | 岐阜新聞                          | 岐阜新聞社                         | あなた発！トクダネ取材班                       | JOD       |
| 静岡県   | 静岡新聞                          | 静岡新聞社                         | NEXT特捜隊 あなたの疑問調べます                | JOD       |
| 静岡県   | 中日新聞（静岡県版）              | 中日新聞東海本社                   | Your Scoop みんなの「?」取材班                 | JOD       |
| 静岡県   | NHKニュース たっぷり静岡          | NHK静岡放送局                      | たっぷりリサーチ                               | NHK       |
| 愛知県   | 中日新聞                          | 中日新聞社                         | Your Scoop〜みんなの取材班                     | JOD       |
| 愛知県   | まるっと!                         | NHK名古屋放送局                    | まるっとポスト                                 | NHK       |
| 三重県   | まるっと! みえ                    | NHK津放送局                        | まるみえニュースポスト                         | NHK       |
| 滋賀県   | おうみ発630他                     | NHK大津放送局                      | ナゼシガ!?                                     | NHK       |
| 京都府   | 京都新聞                          | 京都新聞社                         | 読者に応える                                   | JOD       |
| 京都府   | ニュース630 京いちにち他          | NHK京都放送局                      | こえきく!!                                     | NHK       |
| 大阪府   | 読売新聞（大阪社会部）            | 読売新聞大阪本社                   | あなたの情報が社会を動かします                 | －        |
| 大阪府   | ほっと関西他                      | NHK大阪放送局                      | nanでnan?                                      | NHK       |
| 兵庫県   | 神戸新聞                          | 神戸新聞社                         | スクープラボ                                   | JOD       |
| 奈良県   | 採用媒体なし                      | 採用媒体なし                       | 採用媒体なし                                   | ×         |
| 和歌山県 | 採用媒体なし                      | 採用媒体なし                       | 採用媒体なし                                   | ×         |
| 鳥取県   | 日本海新聞                        | 新日本海新聞社                     | こちら新聞特捜部―あなたの声から                | －        |
| 島根県   | 山陰中央新報                      | 山陰中央新報社                     | さんいん特報班                                 | JOD       |
| 岡山県   | 山陽新聞                          | 山陽新聞社                         | 記者が行く                                     | －        |
| 岡山県   | もぎたて!                         | NHK岡山放送局                      | もぎリサーチ                                   | NHK       |
| 広島県   | 中国新聞                          | 中国新聞社                         | こちら編集局です あなたの声から                | JOD       |
| 広島県   | お好みワイドひろしま              | NHK広島放送局                      | お好み×コネクト                                | NHK       |
| 山口県   | （中国新聞）                      | （中国新聞）                       | （中国新聞）                                   | △         |
| 徳島県   | 徳島新聞                          | 徳島新聞社                         | あなたとともに〜こちら特報班                   | JOD       |
| 徳島県   | あわとく他                        | NHK徳島放送局                      | AWAラウンドテーブル                            | NHK       |
| 香川県   | 採用媒体なし                      | 採用媒体なし                       | 採用媒体なし                                   | ×         |
| 愛媛県   | 愛媛新聞                          | 愛媛新聞社                         | 真相追及 みんなの特報班（みん特）              | JOD       |
| 愛媛県   | ひめDON!                          | NHK松山放送局                      | ひめDON! ギモン募集中                          | NHK       |
| 高知県   | 高知新聞                          | 高知新聞社                         | なるほど!こうち取材班（なるこ取材班）          | JOD       |
| 高知県   | こうちいちばん他                  | NHK高知放送局                      | こじゃんと! リサーチ                           | NHK       |
| 福岡県   | 西日本新聞                        | 西日本新聞社                       | あなたの特命取材班                             | JOD(幹事) |
| 福岡県   | 福岡NEWSファイル CUBE             | テレビ西日本                       | 追跡×あな特                                    | JOD       |
| 福岡県   | ロクいち!福岡他                   | NHK福岡放送局                      | 追跡！ バリサーチ                              | NHK       |
| 福岡県   | ニュースブリッジ北九州            | NHK北九州放送局                    | みんなのてれび                                 | NHK       |
| 福岡県   | ふくサテ!                         | TVQ九州放送                        | 特捜Qチーム                                    | JOD       |
| 福岡県   | Hyper Night Program GOW!!         | エフエム福岡                       | あな特 GOW!!支局                               | JOD       |
| 佐賀県   | 佐賀新聞                          | 佐賀新聞社                         | こちら さがS編集局                             | －        |
| 佐賀県   | ニュースただいま佐賀              | NHK佐賀放送局                      | シリタイカ                                     | NHK       |
| 長崎県   | 長崎新聞                          | 長崎新聞社                         | ナガサキポスト                                 | －        |
| 長崎県   | ぎゅっと!長崎                     | NHK長崎放送局                      | じげ×サポ                                      | NHK       |
| 熊本県   | 熊本日日新聞                      | 熊本日日新聞社                     | SNSこちら編集局「それ、調べます」              | JOD       |
| 熊本県   | クマロク!他                       | NHK熊本放送局                      | フミダス！ ガマダス                            | NHK       |
| 大分県   | いろどりOITA他                    | NHK大分放送局                      | こちら、モヤモヤ探偵局                         | NHK       |
| 宮崎県   | 宮崎日日新聞                      | 宮崎日日新聞社                     | SNS特報班 あなたの疑問、宮日が調べます。       | JOD       |
| 宮崎県   | てげビビ!他                       | NHK宮崎放送局                      | てげ探！ TEGE-TAN MIYAZAKI                     | NHK       |
| 鹿児島県 | 南日本新聞                        | 南日本新聞社                       | こちら＃373 あなたの声から                     | JOD       |
| 鹿児島県 | 情報WAVEかごしま他                | NHK鹿児島放送局                    | かご調 あなたの疑問募集します！                | NHK       |
| 鹿児島県 | KTSライブニュース                 | 鹿児島テレビ放送                   | 今、鹿児島で──                                 | JOD       |
| 沖縄県   | 琉球新報                          | 琉球新報社                         | あなたの疑問に応えます りゅうちゃんねる        | JOD       |
| 沖縄県   | 沖縄タイムス                      | 沖縄タイムス社                     | あなたのナゼにココホル取材班                   | －        |
| 海外     | 西日本新聞                        | 西日本新聞社                       | あなたの海外特派員                             | JOD(幹事) |